# 劉禧
劉禧（りゅう き、泰始7年（471年） - 建元元年5月20日（479年6月25日））は、南朝宋の皇族。始建王。明帝劉彧の十二男。字は仲安。

## 経歴
劉彧と泉美人のあいだの子として生まれた。元徽4年（476年）8月、始建王に封じられた。
建元元年（479年）4月、斉が建てられると、劉禧は茘浦県公に降封された。同年5月、謀反の罪により、死を賜った。

## 伝記資料
- 『宋書』巻90 列伝第50
- 『南史』巻14 列伝第4